# Чабішур
Чабішу́р (рос. Чабишур) — присілок у складі Увинського району Удмуртії, Росія.

## Населення
Населення — 58 осіб (2010; 37 в 2002).
Національний склад станом на 2002 рік:
- удмурти — 67 %
- росіяни — 30 %

## Урбаноніми[3]
- вулиці — Дачна, Джерельна